# Verner-Morrison-Syndrom
Das Verner-Morrison-Syndrom (englisch water diarrhea hypokalemia achlorhydria, WDHA), in Anlehnung an das vasoaktive intestinale Peptid auch VIPom, ist ein Adenom oder (häufiger) Adenokarzinom, das von den D1-Zellen der Bauchspeicheldrüse ausgeht und zu den neuroendokrinen Tumoren gehört. Etwa jeder zehnte Tumor liegt jedoch nicht primär in der Bauchspeicheldrüse. Die Erstbeschreibung erfolgte durch Verner und Morrison im Jahr 1958.

## Epidemiologie
Das VIPom ist eine sehr seltene Krankheit. Pro Jahr tritt etwa ein Fall auf 10 Millionen Personen auf. Es sind Fälle bei Erwachsenen und bei Kindern beschrieben worden. Der Altersgipfel liegt um das 50. Lebensjahr.

## Symptome
Das Adenom sezerniert das vasointestinale Peptid (VIP), das vor allem die Sekretion der Darmschleimhaut anregt. Führendes Symptom ist daher eine massive Diarrhoe mit wässrigen Stühlen und einem Stuhlvolumen über drei Litern am Tag (nach einigen Berichten bis zu 20 Liter). Dies führte dazu, dass beschreibend auch von „pankreatischer Cholera“ gesprochen wird. Hypokaliämie (durch den enteralen Kaliumverlust) und Achlorhydrie gehören zum Krankheitsbild. Da das VIP wahrscheinlich auch eine Glucagon-ähnliche Wirkung hat, kommt es oft zu einer leicht diabetischen Stoffwechsellage. Hyperkalziämie und Hypophosphatämie können hinzukommen. Wie beim Karzinoid kann ein flush (anfallsweise Rötung von Gesicht und Hals) auftreten. Aufgrund der Symptomatik spricht man auch vom ‚WDHH-Syndrom‘ (Wässrige Durchfälle, Hypokaliämie, Hypo-/Achlorhydrie)
Die Diagnose stützt sich auf das klinische Bild und die hohen VIP-Spiegel im Serum.

## Behandlung
Als pharmakologische Therapieoption steht Octreotid, ein Analogon des Somatostatins, zur Verfügung. Es hemmt die Ausschüttung des VIP und limitiert so die Symptomatik. Nicht metastasierte Tumoren können chirurgisch entfernt werden. Beim Vorliegen von Metastasen (meist in der Leber) ist ein operatives Vorgehen meist nicht mehr sinnvoll. Dann kann jedoch mit systemischer Chemotherapie häufig eine partielle Remission erreicht werden.

## Prognose
Aufgrund der massiven Dehydratation kann die Krankheit durchaus tödlich verlaufen. Mehr als die Hälfte der Patienten haben zum Zeitpunkt der Diagnosestellung noch keine Fernmetastasen und können durch einen chirurgischen Eingriff definitiv geheilt werden.